# Zanjitas
Zanjitas es una localidad del departamento Juan Martín de Pueyrredón, provincia de San Luis, Argentina. 
La localidad no tiene acta de fundación pues se fue formando en los alrededores de la estación de tren, que tampoco cuenta con acta de fecha de inauguración.

## Población
Contó con 201 habitantes (Indec, 2010), lo que representó un incremento del 53% frente a los 131 habitantes (Indec, 2001) del censo anterior.
Según el censo 2022 la población total de la Comisión municipal fue de 352 personas. En tanto, el número de viviendas registradas fue de 122.
| Gráfica de evolución demográfica de Zanjitas entre 1947 y 2022 |
|                                                                |
| Fuente: Censos nacionales del INDEC                            |

## Historia
En el año 1910 fue inaugurada la estación, por parte del Ferrocarril Buenos Aires al Pacífico, en el ramal de Justo Daract a Paz. Actualmente la estación no funciona como tal sino como vivienda. El viejo galpón está desocupado y se  utiliza para guardar maquinarias o hacer bailes.

## Parque Zanjitas Pueblo Heroico
El parque Zanjitas Pueblo Heroico es un homenaje a los vecinos que colaboraron en el rescate de las víctimas del trágico accidente de las alumnas y docentes del colegio Santa María de la ciudad de San Luis. 
El 2 de noviembre del 2011, poco después de las 12 del mediodía un tren de cargas de la empresa América Latina Logística que circulaba desde Palmira, provincia de Mendoza con destino a Santos Lugares, provincia de Buenos Aires arrolló un colectivo que trasladaba a más de 40 alumnas de la escuela mencionada, quienes realizaban un viaje de solidaridad, acompañadas de docentes y padres. Como consecuencia del choque, fallecieron seis alumnas y dos docentes. Aquel día, luego del accidente, los vecinos de Zanjitas acudieron espontáneamente al lugar para auxiliar a los accidentados y ayudar en las tareas de rescate. Ese acto de solidaridad quedó guardado en la memoria de toda la comunidad sanluiseña, por lo que el 2 de diciembre de 2011, el Gobierno de San Luis declaró a Zanjitas “pueblo heroico” y en diciembre de 2013 inauguró el parque, como parte de ese reconocimiento.